# Sax O’ Conga
Sax O' Conga ist ein Schweizer Musiker-Duo, bestehend aus dem Saxophonisten Philipp Gubelmann und dem Perkussionisten Dani Hächler.

## Geschichte
Sax o’ conga wurde von dem Saxophonisten Philipp Gubelmann (spielte bei der Pepe Lienhard) gegründet. In der Stammformation spielt der Perkussionist Dani Hächler (spielte bei Steff la Cheffe, Marc Sway, Moonraisers) Congas und anderen Rhythmusinstrumente. Im Jahr 2005 erschien das Debütalbum From Lounge to House im Eigenverlag, 2010 veröffentlichte das deutsche Plattenlabel Mole Listening Pearls das zweite Album sax o’conga – Green Groove, 2012 folgte das dritte Album sax o’conga – Voyage, veröffentlicht bei K-Tel.

## Diskografie
- 2005: From Lounge to House
- 2010: Green Groove (Mole Listening Pearls)[4]
- 2012: Voyage (K-tel)